# Trifolium caucasicum
Trifolium caucasicum là một loài thực vật có hoa trong họ Đậu. Loài này được Tausch miêu tả khoa học đầu tiên.